# 신윤승
신윤승(1985년 6월 4일 ~ )은 대한민국의 희극 배우다.

## 학력
- 송림고등학교 졸업

## 연기 활동

### 방송
- KBS2 《개그콘서트》
  - 〈좀도둑들〉신사장 역
  - 〈불편한 진실〉
  - 〈리얼토크쇼〉
  - 〈황해〉고객님 역 → 김먹는 역
  - 〈취해서 온 그대〉김혜선 친구 역 → 김혜선을 짝사랑하는 보디가드 역 → 김대성의 친구 역
  - 〈일당뛰어〉알바생 역
  - 〈부엉이〉
  - 〈나는 킬러다〉삼형제빨노파킬러 (빨강)역
  - 〈과대명상〉
  - 〈불상사〉
  - 〈조별과제〉대선배
- KBS2  《개승자》
- KBS2 《1박2일 시즌4》
- KBS2 《개그콘서트 시즌2》 
  - 〈데프콘 어때요〉소개팅남 역
  - 〈데프콘 썸 어때요〉소개팅남 역
  - 〈봉숭아학당〉이상해씨 역
- KBS2 《이효리의 레드카펫》
- KBS1 《9시뉴스》

### 유튜브
- - 《희극인》본채널
  - 《B극인》부채널
  - 《피식대학》희황
  - 《용산연예상점》인터뷰
  - 《개그열차뿌뿌》인터뷰
  - 《별일이삼》토크쇼
  - 《뭉친TV》토크쇼
  - 《주니우기》토크쇼
  - 《네오지호오락실》엉덩이 몰카
  - 《레이디액션》크리스마스 몰카
  - 《떡상각》윤승이 왔니?
  - 《라티노의 음주단속》EP.06
  - 《희극인의 삶》신윤승편
  - 《B급 청문회》EP.29
  - 《오케이~ 걍 주저리 주저리 떠들다 가셈》토크쇼
  - 《나무미키 흥신소》토크쇼

### 공연
- 2015년~현재 《관객과의 전쟁》
- 윤형빈소극장《홍콩쇼》, 《코미디의 맛》, 《개그콘서트 프리뷰》

## 수상
- 2013년 KBS 연예대상 코미디부문 최우수코너상
- 2023년 KBS 연예대상 베스트 아이디어상
- 2024년 KBS 연예대상 쇼&버라이어티 부문 남자 최우수상